# تقني قانوني
التقني القانوني هو الشخص القانوني الذي اكتسب الدمج بين التكنولوجيا والمعلومات القانونية.

## وصف عمله
Legal Technologist يجمع بين الخبرة القانونية والخبرة التقنية.

## دراسته
دارس للقانون، ويستخدم التقنيات الحديثة، لخدمة قطاع الخدمات القانونية.

## أهدافه
نشر الرسالة القانونية التي تهدف إليها قطاعات الخدمات القانونية.

## مهاراته
يدعم شركات المحاماة في تقديم خدمات واستشارت قانونية على أعلى مستوى من الدقة.
له خبرة قوية في مجال إدارة برامج الكمبيوتر القانونية التي تعتبر السبب الأساسي في نجاح الممارس القانوني.
مهارات بحث قانونية قوية للحصول على المعلومات القانونية سواء التشريعات المحلية والدولية والسوابق القضائية والدفوع والمناعي والمدد والمواعيد القانونية والتوصيف القانوني والاتفاقيات الدولية والفقه القانوني، ناتجة من استخدام أنظمة قانونية إلكترونية.<ref>
استخراج حلول قانونية مبتكرة ومتطورة لدعم قطاعات الخدمات القانونية.
العمل جنبًا إلى جنب مع المحامين والمساعدين القانونيين لزيادة الكفاءة والإنتاجية.

## مكان عمله
يعمل في شركات المحاماة والإدارات القانونية.